# Ronald de Carvalho
Ronald Arthur Paula e Silva de Carvalho (Rio de Janeiro, 16 mai 1893 - Rio de Janeiro, 15 février 1935) est un poète et homme politique brésilien. Il collabore dans la 1re édition de la revue Orpheu,,.
Il est secrétaire de Getúlio Vargas à la présidence de la République, poste qu'il occupe à sa mort. Dans un concours organisé par Diário de Notícias, en 1935, il est élu prince des écrivains brésiliens. Il collabore à O Jornal et sa collaboration se retrouve également dans la deuxième série de la revue Alma nova (1915-1918) et Atlântida (1915-1920). Il épouse Leilah Accioly de Carvalho, avec qui il a quatre enfants,,.
Ronald de Carvalho est décédé à l'âge de 41 ans, victime d'un accident d'automobile, à Rio de Janeiro, le 15 février 1935.